# Turbonilla stillmani
Turbonilla stillmani is een slakkensoort uit de familie van de Pyramidellidae. De wetenschappelijke naam van de soort is voor het eerst geldig gepubliceerd in 1948 door Smith & Gordon.